# Binówko
Binówko – zniesiona nazwa kolonii wsi Binowo w Polsce, położona w województwie zachodniopomorskim, w powiecie gryfińskim, w gminie Stare Czarnowo, na obszarze Puszczy Bukowej.
W latach 1975–1998 kolonia administracyjnie należała do województwa szczecińskiego.
Nazwa miejscowości została zniesiona z 2022 r.